# 烹坝镇
烹坝镇是中华人民共和国四川省甘孜藏族自治州泸定县下辖的一个镇。

## 行政区划
烹坝镇下辖以下村级行政区划单位：
烹坝村、油房村、沙湾村、马厂村、冷竹关村、黄草坪村、喇嘛寺村和固包村。